# Takuya Masuda
Takuya Masuda (jap. 増田 卓也; * 29. Juni 1989 in Hiroshima, Präfektur Hiroshima) ist ein japanischer Fußballspieler.

## Karriere
Takuya Masuda erlernte das Fußballspielen in den Jugendmannschaften von Hiroshima Koyo FC und Hiroshima Pigeon FC, in der Schulmannschaft der Hiroshima Minami High School sowie in der Universitätsmannschaft der Ryūtsū-Keizai-Universität. Seinen ersten Vertrag unterschrieb er 2012 bei Sanfrecce Hiroshima. Der Verein aus Hiroshima, einer Hafenstadt im Südwesten der japanischen Hauptinsel Honshū, spielte in der höchsten Liga des Landes, der J1 League. Die Saison 2017 und 2018 wurde er an V-Varen Nagasaki ausgeliehen. 2017 wurde er mit dem in der zweiten Liga, der J2 League, spielenden Club aus Nagasaki Vizemeister und stieg somit in die erste Liga auf. Ein Jahr später musste er als 18. der Tabelle wieder den Weg in die Zweitklassigkeit antreten. Für Nagasaki stand er 48-mal im Tor. Der Zweitligist Machida Zelvia aus Machida lieh ihn die Saison 2019 aus. 38-mal stand er für Machida in der zweiten Liga im Tor. Nach der Ausleihe kehrte er Anfang 2020 zu Hiroshima zurück. Im Januar 2022 verließ er Hiroshima und schloss sich dem Zweitligisten Roasso Kumamoto an.

## Erfolge
Sanfrecce Hiroshima
- Japanischer Meister: 2012, 2013, 2015

- Japanischer Supercup-Sieger: 2013, 2014

- Japanischer Ligapokalfinalist: 2014

- Japanischer Pokalfinalist: 2013